# Église Saint-Euverte d'Orléans
L’église Saint-Euverte est une église française du IXe siècle située à l’est d'Orléans, à proximité de la Loire et du Pont René Thinat dans le département du Loiret et la région Centre-Val de Loire. Elle est affectée depuis sa construction au culte catholique et dédiée à saint Euverte, évêque d'Orléans au IVe siècle.
Abbaye à l’origine, elle fut modifiée et reconstruite plusieurs fois, en particulier au moment de la Guerre de Cent Ans puis des guerres de religion.
Elle est classée aux monuments historiques depuis le 4 mars 1933.

## Histoire
L’église Saint-Euverte, qui était à l’origine un oratoire, a vraisemblablement été construite vers le IXe siècle à l’emplacement du tombeau de saint Euverte. En 956, une communauté de chanoines séculiers occupe les lieux, sous la direction de l’évêque Agius, alors abbé du monastère.
Au milieu du XIIe siècle, la communauté décide de se rattacher à l’abbaye Saint-Victor de Paris, fondée par Guillaume de Champeaux, où les chanoines réguliers vivent sous l’autorité de la Règle de saint Augustin. L’église actuelle est alors construite sous la direction de l’abbé Étienne. Pendant la Guerre de Cent Ans, lorsque les Anglais entreprirent de faire le siège de la ville, en 1358 puis en 1428, l'église est démolie à deux reprises, sur ordre du bailli d'Orléans, afin d'éviter que l'ennemi ne la transforme en place forte.
Sous Charles VII et Louis XI, l’abbaye est reconstruite et est alors intégrée dans le troisième mur d’enceinte de la ville.
Pendant les guerres de Religion, l’église et l’abbaye subissent plusieurs dommages importants. En 1562, les toitures sont incendiées par les calvinistes, et cinq ans plus tard, l’ensemble des bâtiments est saccagé, mais cependant, la structure reste intacte.
À partir de 1611, l’église et le monastère sont rebâtis grâce aux libéralités du roi Henri IV, à la demande de l’abbé Charles Fougeu, seigneur d’Escures et de son frère[Qui ?], maréchal général des camps et armées du roi. L’ensemble des travaux se termine en 1737.
Au XVIIe siècle, à la suite du relâchement de leurs institutions, les religieux sont réformés par Nicolas de Netz (évêque d'Orléans de 1630 à 1646). Le 27 juillet 1636, les chanoines réguliers de la Congrégation de France sont introduits à leur place sous le nom de Génovéfains. En 1754, Philippe de Cougniou, chanoine de la cathédrale Sainte-Croix, lègue au monastère sa bibliothèque, à condition qu'elle soit régulièrement ouverte au public.
À la Révolution, le 26 octobre 1790, l’abbaye est supprimée et tous ses biens sont vendus. L’église reste cependant en fonction jusqu’en novembre 1793 puis devient successivement salpêtrière, filature de coton en 1805 et entrepôt réel des douanes en 1832.
En 1837, les Pères de la Miséricorde rachètent l’ancien monastère puis l’église en 1851, qu’ils restaurent. L’église est alors bénie par Dupanloup le 22 février 1857. Ils sont expulsés d’Orléans en 1880, et c’est alors les Frères des Écoles chrétiennes qui investissent les bâtiments et mettent en place un pensionnat d'enseignement primaire et primaire-supérieur. En 1893, ils y adjoignent un pensionnat d'enseignement secondaire.
Par la suite, en 1938, le pensionnat est racheté par l’évêché et est encore actuellement un établissement d’enseignement privé catholique.
En 1975, le pensionnat décide de vendre l'église, dont l'entretien lui est trop coûteux. Elle est alors cédée à la ville d'Orléans pour un franc symbolique. D'abord inutilisée, elle est mise à disposition de la Fraternité Sacerdotale Saint Pie X pendant une courte période. À partir de 1986, elle n'a plus d'affectation au culte et commence à être utilisée comme lieu de stockage, notamment pour le musée des Beaux-Arts. Cette même année, le dôme de pierre qui menaçait de s’écrouler, fut démonté et remplacé par un toit conique recouvert d’ardoise. Les pierres du dôme sont stockées dans l’église.
Fin 2023, alors que l'église est fermée au public depuis des années et se trouve dans un état très dégradé, la ville d'Orléans annonce la réalisation de travaux d'urgence ainsi qu'un appel à projets pour financer en partie la réhabilitation du bâtiment, dont le coût total est évalué à 7,5 millions d'euros.

## Architecture
Le dessin de l’autel à baldaquin est de M. Gabriel, fils, Architecte et Contrôleur des Bâtiments du roi.

## Toponyme
L’église tient son nom de saint Euverte, quatrième évêque d’Orléans, au IVe siècle et prédécesseur de saint Aignan.
Elle porta cependant, à sa construction, le nom de Notre-Dame-du-Mont par rapport à sa situation sur une hauteur.

## Dépendances
- Prieuré Notre-Dame de Franchard à Fontainebleau, donné par Philippe-Auguste en (1197)[5]

## Pour approfondir